# Equivalenza sinistra-destra tra matrici
In matematica, e più precisamente in algebra lineare, due matrici {\displaystyle A} e {\displaystyle B} sono SD-equivalenti quando esistono due matrici invertibili {\displaystyle M} e {\displaystyle N} tali che:
{\displaystyle A=MBN}
La sigla SD sta per equivalenza sinistra-destra.
La SD-equivalenza è una relazione di equivalenza, e induce quindi una partizione dell'insieme {\displaystyle M(m,n,K)} di tutte le matrici {\displaystyle m\times n} a valori in un campo {\displaystyle K}. Si tratta di una relazione di equivalenza più semplice della più usata similitudine: due matrici risultano essere SD-equivalenti se e solo se hanno lo stesso rango.

## Definizione
Siano {\displaystyle A} e {\displaystyle B} due matrici {\displaystyle m\times n}, Queste sono SD-equivalenti se esistono due matrici invertibili {\displaystyle M} e {\displaystyle N} (la prima {\displaystyle m\times m}, la seconda {\displaystyle n\times n}) tali che:
{\displaystyle A=MBN}

## Rango
Il rango è un invariante completo per la SD-equivalenza: questo vuol dire che due matrici {\displaystyle m\times n} 
sono SD-equivalenti se e solo se hanno lo stesso rango.
In particolare, ogni matrice {\displaystyle A} è SD-equivalente ad una matrice del tipo:
{\displaystyle B={\begin{pmatrix}I_{r}&0_{r,n-r}\\0_{m-r,r}&0_{m-r,n-r}\end{pmatrix}}}
dove {\displaystyle r} è il rango di {\displaystyle A}, {\displaystyle I_{r}} è la matrice identità {\displaystyle r\times r} e {\displaystyle 0_{k,h}} è la matrice nulla {\displaystyle k\times h}.

## Relazioni con le altre equivalenze
Due matrici simili sono anche SD-equivalenti. L'opposto non è però vero in generale. Ad esempio, le matrici costanti di un dato ordine multiple dell'identità sono tutte SD-equivalenti, mentre ciascuna di esse da sola costituisce una classe di similitudine;
ancora due matrici con lo stesso rango ma con diverso determinante (oppure con autovalori differenti) sono SD-equivalenti ma non simili; evidenti coppie di queste matrici hanno la forma {\displaystyle (M,cM)} con c {\displaystyle \neq 1}.